# Suurikari (ö)
Suurikari är en ö i Finland. Den ligger i Finska viken och i kommunen Pyttis i den ekonomiska regionen  Kotka-Fredrikshamn i landskapet Kymmenedalen, i den södra delen av landet. Ön ligger omkring 17 kilometer sydväst om Kotka och omkring 100 kilometer öster om Helsingfors.
Öns area är 2,7 hektar och dess största längd är 1 kilometer i nord-sydlig riktning.